# Linderniàcies
Linderniaceae és una família de plantes amb flors dins l'ordre Lamials que conté 13 gèneres i 195 espècies amb distribució cosmopolita principalment neotropical.
En altres classificacions aquesta família s'havia inclòs dins la família Scrophulariaceae sensu lato o més recentment dins la família Plantaginaceae sensu lato i ha estat reconeguda pel sistema de classificació LAPG II i APG III.

## Gèneres
Segons GRIN:
- Artanema D. Don
- Bampsia Lisowski & Mielcarek
- Chamaegigas Dinter ex Heil
- Craterostigma Hochst. - de vegades considerat com a part de Lindernia[7]
- Crepidorhopalon Eb. Fisch.
- Hartliella Eb. Fisch.
- Lindernia All.
- Micranthemum Michx.
- Picria Lour.
- Pierranthus Bonati
- Schizotorenia T. Yamaz.
- Scolophyllum T. Yamaz.
- Stemodiopsis Engl.
- Torenia L.